# James Clappison
William James Clappison (né le 14 septembre 1956), plus connu sous le nom de James Clappison, est un avocat britannique et homme politique du Parti conservateur.

## Vie privée
Fils d'un fermier du Yorkshire, Clappison est né à Beverley, Yorkshire de l'Est et fait ses études à la St Peter's School, à York, avant de fréquenter le Queen's College d'Oxford où il obtient un baccalauréat ès arts en philosophie, politique et économie en 1978. Pendant son séjour à Oxford, il est membre de l'Association conservatrice de l'Université d'Oxford et est élu à la présidence de la Junior Common Room de son collège. En 1981, il est appelé au Barreau de Gray's Inn et est un avocat pratiquant depuis lors.
Clappison épouse Helen Margherita Carter en juillet 1984 à Leeds et ils ont un fils (né en mars 1987) et trois filles (nées en avril 1985, août 1989 et avril 1995).

## Carrière parlementaire
Il se présente au siège parlementaire travailliste sûr de Barnsley East aux élections générales de 1987 où il arrive deuxième, 23 511 voix derrière Terry Patchett. Il se présente également au siège du Parlement européen du Yorkshire Sud aux élections européennes de 1989. Il est choisi pour l'élection partielle de Bootle de mai 1990 après la mort d'Allan Roberts. Il est battu par Mike Carr par 23 517 voix. Carr est député travailliste de Bootle pendant seulement 57 jours avant de mourir d'une crise cardiaque le 20 juillet 1990. Clappison se présente à nouveau à Bootle aux élections partielles de novembre où il est battu une fois de plus par le nouveau candidat travailliste Joe Benton de 19465 voix. Il est récompensé pour ses efforts en obtenant la nomination pour le siège conservateur sûr de Hertsmere, vacant à la retraite de Cecil Parkinson. James Clappison est élu aux élections générales de 1992 avec une majorité de 18735 voix. Il prononce son premier discours le 19 mai 1992 cours duquel il parle des crimes organisés et de l'antisémitisme contre ses électeurs juifs.
Lors de son élection, il devient le secrétaire parlementaire privé d'Emily Blatch au ministère de l'Éducation et, à partir de 1994, au ministère de l'Intérieur. Il est promu au gouvernement par John Major en 1995 comme sous-secrétaire d'État parlementaire au ministère de l'Environnement jusqu'à la défaite du gouvernement Major aux élections générales de 1997. Après les élections générales de 1997, Clappison est ministre de l'Intérieur fantôme, avant d'être transféré à l'Éducation et à l'Emploi par William Hague en 1999, puis au poste de ministre du Trésor fantôme en 2000. Sous la direction de Iain Duncan Smith il est ministre du Travail fantôme et des pensions jusqu'à ce qu'il quitte le banc avant en 2002. Il est ensuite membre du comité restreint des affaires intérieures. Il est de nouveau ministre du Travail fantôme et des Pensions jusqu'aux élections générales de 2010.
En 2014, Clappison annonce qu'il se retirerait en tant que député en 2015.